# Dallas-Fort Worth Film Critics Association Awards 2016
La 22ª edizione dei Dallas-Fort Worth Film Critics Association, annunciata il 13 dicembre 2016, ha premiato i migliori film usciti nel corso dell'anno.

## Vincitori
A seguire vengono indicati i vincitori, in grassetto.

### Miglior film
1. Moonlight, regia di Barry Jenkins
2. Manchester by the Sea, regia di Kenneth Lonergan
3. La La Land, regia di Damien Chazelle
4. Hell or High Water, regia di David Mackenzie
5. Arrival, regia di Denis Villeneuve
6. Jackie, regia di Pablo Larraín
7. Loving - L'amore deve nascere libero (Loving), regia di Jeff Nichols
8. Le donne della mia vita (20th Century Women), regia di Mike Mills
9. La battaglia di Hacksaw Ridge (Hacksaw Ridge), regia di Mel Gibson
10. Silence, regia di Martin Scorsese

### Miglior regista
1. Barry Jenkins - Moonlight
2. Damien Chazelle - La La Land
3. Kenneth Lonergan - Manchester by the Sea
4. David Mackenzie - Hell or High Water
5. Denis Villeneuve - Arrival

### Miglior attore
1. Casey Affleck - Manchester by the Sea
2. Denzel Washington - Barriere (Fences)
3. Joel Edgerton - Loving - L'amore deve nascere libero (Loving)
4. Ryan Gosling - La La Land
5. Tom Hanks - Sully

### Miglior attrice
1. Natalie Portman - Jackie
2. Emma Stone - La La Land
3. Ruth Negga - Loving - L'amore deve nascere libero (Loving)
4. Amy Adams - Arrival
5. Annette Bening - Le donne della mia vita (20th Century Women)

### Miglior attore non protagonista
1. Mahershala Ali - Moonlight
2. Jeff Bridges - Hell or High Water
3. Michael Shannon - Animali notturni (Nocturnal Animals)
4. Lucas Hedges - Manchester by the Sea
5. Ben Foster - Hell or High Water

### Miglior attrice non protagonista
1. Viola Davis - Barriere (Fences)
2. Naomie Harris - Moonlight
3. Michelle Williams - Manchester by the Sea
4. Greta Gerwig - Le donne della mia vita (20th Century Women)
5. Judy Davis - The Dressmaker - Il diavolo è tornato (The Dressmaker)

### Miglior film straniero
1. Mademoiselle (Agassi), regia di Park Chan-wook
2. Vi presento Toni Erdmann (Toni Erdmann), regia di Maren Ade
3. Elle, regia di Paul Verhoeven
4. Neruda, regia di Pablo Larraín
5. Il cliente (Forušande), regia di Asghar Farhadi

### Miglior documentario
1. Tower, regia di Keith Maitland
2. XIII emendamento (13th), regia di Ava DuVernay
3. Gleason, regia di Clay Tweel
4. I Am Not Your Negro, regia di Raoul Peck
5. Weiner, regia di Josh Kriegman ed Elyse Steinberg

### Miglior film d'animazione
1. Kubo e la spada magica (Kubo and the Two Strings), regia di Travis Knight
2. Oceania (Moana), regia di John Musker e Ron Clements

### Miglior fotografia
1. Linus Sandgren - La La Land
2. Rodrigo Prieto - Silence

### Miglior sceneggiatura
1. Kenneth Lonergan - Manchester by the Sea
2. Barry Jenkins - Moonlight

### Miglior colonna sonora
1. Justin Hurwitz - La La Land
2. Mica Levi - Jackie

### Russell Smith Award
- Moonlight per il miglior film indipendente a basso budget